# Syllepte rhyparialis
Syllepte rhyparialis is een vlinder uit de familie van de grasmotten (Crambidae). De wetenschappelijke naam van deze soort is voor het eerst voorgesteld als Botys rhyparialis door Charles Oberthür in een publicatie uit 1893.

## Verspreiding
De soort komt voor in China (Sichuan, Hubei).

## Ondersoorten
- Syllepte rhyparialis rhyparialis (Oberthür, 1893)
- Syllepte rhyparialis alba South, 1901